# Oléfination
L'oléfination est une réaction chimique ou un procédé (une suite de réactions) qui produit un alcène ou, plus généralement, une liaison double C=C. Le nom provient de l'ancien terme utilisé pour dénommer les alcènes, oléfine (de l'anglais olefiant (« qui produit de l'huile »).
On connaît un grand nombre de procédés d'oléfination, qui portent le nom de leur inventeur :
- l'oléfination de Barton (en) ;
- l'oléfination de Cope ;
- l'oléfination de Corey-Winter (en) ;
- l'oléfination de Hofmann ;
- l'oléfination de Horner-Wadsworth-Emmons ;
- l'oléfination de Julia ;
- l'oléfination de Kauffmann (en) ;
- l'oléfination de Peterson ;
- l'oléfination de Takai (en) ;
- l'oléfination de Tebbe (en) ;
- l'oléfination de Wittig.